# Præstesø (Oksbøl)
Præstesø er en sø som ligger i Oksbøl i Sydvestjylland. Søen er 400-600 m lang og 100-200 m bred.
|  | Denne artikel om lokaliteten Præstesø (Oksbøl) kan blive bedre, hvis der indsættes et (bedre) billede. Du kan hjælpe ved at afsøge Wikimedia Commons for et passende billede eller lægge et op på Wikimedia Commons med en af de tilladte licenser og indsætte det i artiklen. |

55°38′17″N 8°15′36″Ø / 55.638°N 8.26°Ø